# Timothy Linh Bui
Timothy Linh Bui (Cidade de Ho Chi Minh, 13 de Abril de 1970) é um roteirista, produtor e cineasta vietnamita da ascendência americana que já fizeram os filmes sobre os actores Patrick Swayze e Forest Whitaker:
- A Cor do Dragão (Green Dragon) (2001)
- O Amanhã Será Melhor (Powder Blue) (2009)